# Afrikamittelreiher
Der Afrikamittelreiher (Ardea brachyrhyncha) ist eine Vogelart aus der Familie der Reiher. Es ist eine schlanke, reinweiße Reiherart mit langem Hals und dunklen Beinen. Das Verbreitungsgebiet des Afrikamittelreihers ist Afrika südlich der Sahara. 

## Merkmale
Der Afrikamittelreiher ist ein mittelgroßer Reiher, genaue Maße liegen jedoch nicht vor. Das Gefieder ist fast völlig weiß und nur an bestimmten Stellen etwas cremefarben. Die Beine und die Füße sind schwarz, der Schnabel ist gelb, während der Brutzeit aber rötlich mit einer gelben Spitze. Verglichen mit dem Silberreiher (Ardea alba) hat der Afrikamittelreiher einen kürzeren Hals und die gelbe, unbefiederte Gesichtshaut reicht nicht bis hinter die Augen. Verglichen mit dem Kuhreiher (Ardea ibis) und dem Seidenreiher (Egretta garzetta) ist der Afrikamittelreiher größer und schlanker, hat einen längeren Hals und er hat schwarze Füße (gelb beim Seidenreiher).

## Lebensraum und Lebensweise

Das Verbreitungsgebiet des Afrikamittelreihers in Afrika

Der Afrikamittelreiher kommt in Afrika südlich der Sahara vor. Das Verbreitungsgebiet reicht vom Senegal im Westen bis nach Eritrea im Osten und im Süden bis Südafrika. Größere Lücken gibt es in den zentralafrikanischen Regenwäldern, in Kamerun und in den Wüsten und Trockensavannen am Horn von Afrika, in der Kalahari und der Namib. Als Irrgast wurde der Afrikamittelreiher auch auf São Tomé und Príncipe, auf den Kapverdischen Inseln, in Mauretanien, Italien, Ägypten, Jordanien, Jemen, Oman, auf den Seychellen und auf der Marion-Insel beobachtet.
Der Afrikamittelreiher lebt an Flüssen, Sümpfen, Tümpeln, Überschwemmungsgebieten, Stauseen, auf Reisfeldern, Klärteichen und an Süß-, Brack- und Salzwasserseen. Die meisten Exemplare kommen im Binnenland vor, in küstennahen Lebensräumen wie Mangroven, das Watten oder den Gezeiten unterworfene Flussmündungen ist die Art seltener. Sie bevorzugt Gewässer mit einer Tiefe von weniger als 80 Zentimeter. In Äthiopien wurde der Afrikamittelreiher auf einer Höhe von 1720 Metern nachgewiesen, in Malawi sogar auf 2350 Metern Höhe. Der Afrikamittelreiher ist wahrscheinlich in den meisten Fällen ein Standvogel. Hinweise auf Wanderungen sind rar. Afrikamittelreiher ernähren sich vor allem von Fischen, dabei werden Exemplare bevorzugt, die kleiner als zehn Zentimeter sind. Außerdem werden Frösche, kleine Schlangen, Eidechsen, nestjunge Vögel, Grillen, Heuschrecken, Flusskrebse, Egel, Libellenlarven, Wanzen, Käfer und Spinnen erbeutete.

## Fortpflanzung
Der Afrikamittelreiher brütet in Kolonien, oft zusammen mit anderen Reihern, Ibissen, Kormoranen, Schlangenhalsvögeln oder Pelikanen. Die Kolonien können über 100 Brutpaare umfassen; in Kenia fand man eine Kolonie mit etwa 2000 2000 Nestern. Aufgrund des großen Verbreitungsgebietes findet die Brut in den verschiedenen Regionen zu unterschiedlichen Zeiten statt. Die Balz ist komplex und besteht aus einer Reihe von ritualisierten Darbietungen. Das plattformähnliche Nest wird im Röhricht, in Sträuchern, auf Bäumen oder Felsvorsprüngen gebaut und hat einen Durchmesser von 60 bis 80 Zentimeter und ist 20 bis 40 Zentimeter hoch. Die unmittelbare Umgebung um das Nest wird von den Männchen aggressiv gegenüber Artgenossen verteidigt. Das Gelege besteht aus zwei bis drei hellgrünen Eiern, die 24 bis 27 Tage lang von beiden Eltern abwechselnd bebrütet werden. Die Küken schlüpfen nacheinander, werden nach 35 bis 40 Tagen flügge und verlassen die Brutkolonie im Alter von ca. 70 Tagen.

## Systematik
Der Afrikamittelreiher wurde 1854 durch den deutscher Zoologen Alfred Brehm unter der wissenschaftlichen Bezeichnung Herodias brachyrhynchus erstmals wissenschaftlich beschrieben. Lange Zeit galt er als conspezifisch zum Mittelreiher (Ardea intermedia), bzw. wurde diesem als Unterart zugeordnet. Heute gilt er jedoch, ebenso wie der Pazifikmittelreiher (A. plumifera), als eigenständige Art und die Bezeichnung Ardea intermedia gilt nur noch für den Asienmittelreiher. Die drei Arten sind sich außerordentlich ähnlich, können aber anhand der Morphometrie und der Färbung des Schnabels voneinander unterschieden werden und sind auf verschiedenen Kontinenten verbreitet.

## Gefährdung
Der IUCN beurteilt den Bestand des Afrikamittelreihers u. a. aufgrund des sehr großen Verbreitungsgebietes als ungefährdet (least concern). Die Gesamtpopulation wurde im Jahr 2023 auf 25.000 bis 100.000 Individuen geschätzt und es wird vermutet, dass die Population langsam zunimmt.